# Pilea atroviridis
Pilea atroviridis är en nässelväxtart som beskrevs av John Gilbert Baker. Pilea atroviridis ingår i släktet pileor, och familjen nässelväxter. Inga underarter finns listade i Catalogue of Life.